# Unterwildenau
Unterwildenau ist ein Gemeindeteil des Marktes Luhe-Wildenau im Oberpfälzer Landkreis Neustadt an der Waldnaab.

## Geographie

### Lage
Das Dorf Unterwildenau liegt im Naabtal an der Staatsstraße 2657, die von Wernberg kommend nach Weiden führt.  Nördlich des Ortes vereinigen sich die Waldnaab und die Haidenaab zur Naab. Das Naabtal ist in Nord-Süd-Richtung offen, während es östlich und westlich von Hügelketten des Oberpfälzer Waldes gesäumt ist. Im Naabtal verlaufen die Bahnstrecke Regensburg–Weiden (–Hof), die Bundesautobahn 93 und die ehemalige Bundesstraße 15. In Unterwildenau liegt das Hammerschloss Unterwildenau, in dem früher die Wasserkraft der Waldnaab die Maschinen antrieb.

## Geschichte

### Eisenhammer Unterwildenau
Früher bestand hier ein Eisenhammer,  der vom Wasser der Waldnaab angetrieben wurde. Aufgrund des großen Holz- und Wasserreichtums der Oberpfalz entstanden im Mittelalter zahlreiche Eisenhämmer. Die Familie Ruitz errichtete in Unterwildenau ein Hammerwerk. Die Wasserkraft der Waldnaab diente als Antriebskraft. Ganz in der Nähe führte bei Luhe die „Alte Heerstraße“, auch „Eisenstraße“ genannt, vorbei.

## Gebietsreform 1972
Unterwildenau ist ein Ortsteil der heutige Gemeinde Luhe-Wildenau. Diese entstand am 1. Mai 1978 durch den Zusammenschluss des Marktes Luhe und der Gemeinden Neudorf bei Luhe und Oberwildenau (mit dem am 1. April 1928 eingemeindeten Unterwildenau) bei gleichzeitiger Eingliederung von Teilen der aufgelösten Gemeinden Engleshof (Meisthof und Seibertshof), Glaubendorf (Glaubenwies) und Rothenstadt (Sperlhammer), zunächst unter dem Namen Luhe und ohne den Zusatz Markt. Am 1. Juni 1979 wurde die Gemeinde in Luhe-Wildenau umbenannt und am 1. August 1980 zum Markt erhoben.

## Kultur und Sehenswürdigkeiten

### Baudenkmäler
- Hammerschloss Unterwildenau
- Kapelle St. Lorenz